# Donțivka, Novopskov
Donțivka (în ucraineană Донцівка) este o comună în raionul Novopskov, regiunea Luhansk, Ucraina, formată numai din satul de reședință.

## Demografie
Componența lingvistică a comunei Donțivka
     Ucraineană (94,68%)
     Rusă (5,32%)
Conform recensământului din 2001, majoritatea populației comunei Donțivka era vorbitoare de ucraineană (94,68%), existând în minoritate și vorbitori de rusă (5,32%).